# Ivan Minčič
Ivan Minčič (* 14. března 1989, Snina, Československo) je slovenský fotbalový obránce a hráč klubu ŽP ŠPORT Podbrezová. Hraje na postu stopera (středního obránce).

## Reprezentační kariéra
Minčič hrál za slovenskou reprezentaci do 19 let.